# Никитин, Фёдор Прокофьевич
Фёдор Прокофьевич Никитин (19 апреля 1913 — 3 ноября 1979) — советский военный, Герой Советского Союза, Старшина, командир стрелкового отделения 1264-го стрелкового полка 380-й стрелковой дивизии 50-й армии 2-го Белорусского фронта, участник советско-финской и Великой Отечественной войны.

## Биография
Родился 19 апреля 1913 года в Польковичи, Бобруйский уезд, Минская губерния, Российская империя ныне Кировского района Могилёвской области Белоруссии, в крестьянской семье. Белорус (по другим данным, русский, из старообрядцев). Член КПСС с 1948 года. Образование начальное.
Работал в колхозе.
В Красной Армии в 1939—1940 годах, участвовал в освобождении Западной Белоруссии (1939), принимал участие в боевых действиях советско-финской кампании (1940).
Уйти на фронт Великой Отечественной войны Фёдор Никитин не успел, но, оказавшись в тылу врага воевал в партизанском отряде.
В феврале 1944 года Фёдор Прокофьевич стал бойцом Красной Армии.
1 апреля 1944 года был ранен.
В июне 1944 года в боях за деревню Островы Чаусского района Могилёвской области Белоруссии командир стрелкового отделения 2-го стрелкового батальона 1264-го стрелкового полка 380-й стрелковой дивизии сержант Никитин со своим отделением первым ворвавшимся в деревню, в гранатном бою уничтожили 20 немецких солдат, четырёх из них уничтожил лично.
Приказом № 0117/н по 330-й стрелковой дивизии от 30 июня 1944 года награждён орденом Славы 3-й степени
30 июня 1944 года в бою в районе деревни Подгорье ныне Быховского района Могилёвской области командир стрелкового отделения 2-го стрелкового батальона 1264-го стрелкового полка 380-й стрелковой дивизии сержант Никитин со своим отделением показал исключительные образцы героизма. Противник большими силами прочно закрепился на рубеже, не давая возможности продвигаться нашей пехоте. Никитин, получив разрешение командира роты, со своими бойцами проник в тыл противника, выбрал хорошую позицию и из двух ручных пулемётов начал расстреливать вражеских солдат. В стане противника началась паника, бросая оружие противник бежал, что позволило нашему батальону без потерь захватить вражеский рубеж обороны. В этом бою Никитин вместе со своим отделением уничтожил до 90 немецких солдат и офицеров. Затем отделение Никитина получает приказ произвести зачистку от вражеских солдат близлежащего леса. Выполняя данную задачу, отделение попадает в окружение и полностью выходит из строя. Сержант Никитин, оставшись одним боеспособным воином, открыл из пулемёта огонь по наступающему врагу, уничтожив 60 солдат и офицеров противника. Во время этих боёв Никитин подавил 15 вражеских огневых точек.
За этот подвиг указом Президиума Верховного Совета СССР от 24 марта 1945 года сержанту Никитину Фёдору Прокофьевичу было присвоено звание Героя Советского Союза с вручением ордена Ленина и медали «Золотая Звезда».
5—7 июля 1944 года в боях в районе деревни Пекалин ныне Смолевичского района Минской области Республики Беларусь уничтожил 5 немецких солдат, а восьмерых взял в плен.
Приказом № 0128/н по 380-й стрелковой дивизии от 16 июля 1944 года награждён орденом Красной Звезды.
13 августа 1944 года был ранен.
11 февраля 1945 года в боях в Восточной Пруссии при взятии деревни Глёнды командир стрелкового отделения 1291-го стрелкового полка 110-й стрелковой дивизии сержант Никитин уничтожил 3-х немецких солдат.
Приказом № 11/н по 1291-го стрелковому полку 110-й стрелковой дивизии от 30 марта 1945 года награждён медалью «За отвагу».
После войны старшина Никитин демобилизован.
Жил в городе Бобруйск Могилёвской области, работал столяром на деревообрабатывающем комбинате.
Умер 3 ноября 1979 года.

## Награды
- Медаль «Золотая Звезда» Героя Советского Союза (24.03.1945);
- орден Красной Звезды (16.07.1944);
- орден Славы 3-й степени (30.06.1944);
- медали, в том числе:
  - медаль «За отвагу» (30.03.1945);
  - юбилейная медаль «За доблестный труд. В ознаменование 100-летия со дня рождения Владимира Ильича Ленина»;
  - медаль «За победу над Германией в Великой Отечественной войне 1941—1945 гг.»;
  - юбилейная медаль «Двадцать лет Победы в Великой Отечественной войне 1941—1945 гг.»;
  - юбилейная медаль «Тридцать лет Победы в Великой Отечественной войне 1941—1945 гг.»;
  - медаль «За взятие Кёнигсберга»;
  - медаль «Ветеран труда»;
  - юбилейная медаль «50 лет Вооружённых Сил СССР»;
  - юбилейная медаль «60 лет Вооружённых Сил СССР».

## Почётный гражданин
Никитин Фёдор Прокофьевич был избран почётным гражданином города Кировск Могилёвской области.

## Память
- Имя Героя высечено золотыми буквами в зале Славы Центрального музея Великой Отечественной войны в Парке Победы города Москва.
- В 2009 году на площади Победы в Бобруйск Могилёвской области был открыт мемориал «Аллея Героев», посвящённый 65-летию освобождения города во время Второй мировой войны. Первая плита из красного гранита символизирует собой красное знамя. А на последующих 19-ти выгравированы имена 18 Героев Советского Союза, среди них имя Никитина Фёдора Прокофьевича.